# Relations entre le Burundi et la Chine

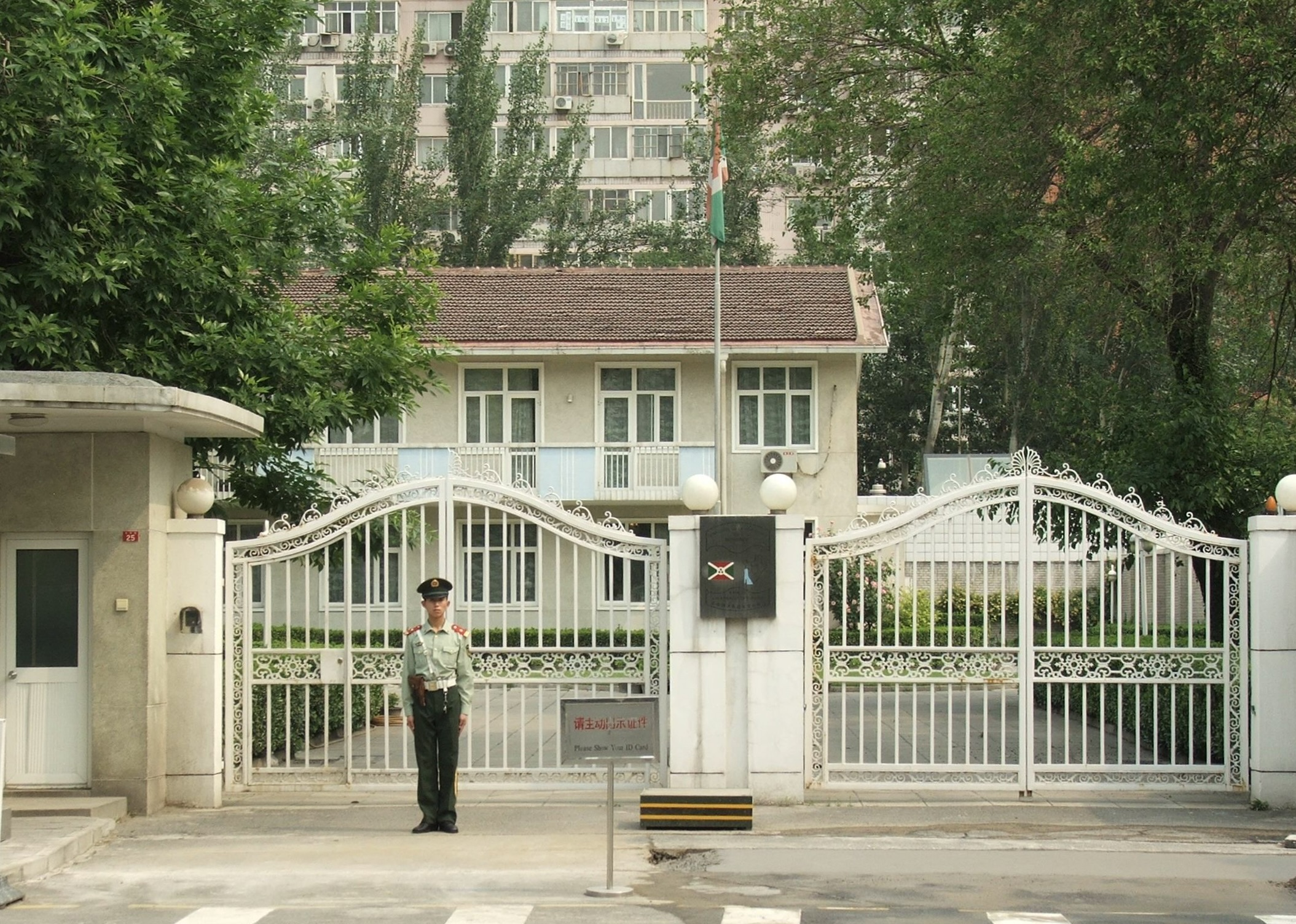
L'ambassade du Burundi en Chine.

Les relations entre le Burundi et la Chine (en anglais : Burundi–China relations ; en chinois : 中国－布隆迪关系) sont les relations bilatérales (en) existant entre la république du Burundi et la république populaire de Chine. Elles sont initiées le 21 décembre 1963 par le Président chinois Mao Zedong et le roi du Burundi Mwambutsa IV Bangiricenge. Les relations sont rompues par le roi Mwambutsa en 1965 puis restaurées par le premier président burundais Michel Micombero le 31 octobre 1971,. Depuis cette date, la Chine a fourni de l'aide au développement au Burundi, notamment pour la construction d'une usine de textile à Bujumbura. En 2002, la Chine exporte 2 718 dollars de produits vers le Burundi et importe 491 000 dollars de biens de ce pays. 
Le Burundi et la Chine disposent d'ambassades, respectivement à Pékin et Bujumbura.

## Coopération économique
Depuis le Forum sur la coopération sino-africaine de 2000, Pékin a remis plus de 164 millions de dollars d'aide publique au développement au Burundi. Ces fonds comprennent notamment la construction d'un palais présidentiel, la construction d'un hôpital dans la province de Bubanza à hauteur de 9 millions de dollars, et trois accords d'annulation de dettes.